# Olajumoke Orisaguna
Olajumoke Orisaguna est une femme nigériane, mannequin, dont l'élégance naturelle est découverte par hasard alors qu'elle est une vendeuse ambulante, lors d'une séance photo en pleine rue de Lagos pour un chanteur.

## Biographie

### Enfance et formation
Elle naît le 25 février 1989. Elle grandit dans l'État d'Osun, un État du sud-ouest du Nigeria. Elle suit une formation de coiffeuse après ses études primaires. Sa relation avec Sunday Orisaguna, un artisan, donne naissance à deux filles, mais l'hostilité de la famille de son compagnon, ajoutée à ses violences physiques, alimentent les tensions au sein du foyer. À la suite d'une altercation avec la sœur de Sunday, Olajumoke quitte son couple et s'installe à Lagos.

### Carrière
Elle gagne sa vie en vendant des pains frais dans la rue,,,.
En 2016, elle est repérée par la photographe TY Bello lors d'une séance photo dans les rues de Lagos pour le chanteur anglais Tinie Tempah en apparaissant à quelques mètres de celui-ci, très élégant. Elle est tout aussi élégante que cette star, en arrière-plan, avec une allure de reine, une robe en organdi rouge, un legging aux couleurs africaines et des tongues aux pieds, mais aussi une corbeille à pain de taille impressionnante sur la tête,,. Les internautes, découvrant ces photos mises en ligne sur les réseaux sociaux, et ne pouvant croire que sa présence est un pur hasard, demande : « Mais qui est-elle ? Qui est cette jeune femme à côté du chanteur britannique ». TY Bello part à sa recherche et obtient qu'elle fasse la couverture d'un supplément de mode du journal nigérian This Day, puis qu'elle signe avec une agence, l'agence Few Model Nigeria, créée par la top-modèle nigériane Bolaji Fawehinmi, permettant ainsi à Olajumoke Orisaguna de devenir mannequin. Des médias s'empare de cette histoire, surprenante et due au hasard : CNN, Le Monde, la BBC, Vanguard (Nigeria), This Day, BellaNaija, Premium Times Nigeria, Pulse (Nigeria), etc..
Elle signe ensuite avec une autre agence de mannequinat, Beth Model Management et obtient de représenter diverses entreprises, notamment la boutique de vêtements PayPorté, les boulangeries Shirley's Bread, Zenith Bakery, le créateur Layo G, ou encore la marque de vêtements pour femmes Salmah Guzel. Elle fait également la couverture du magazine Above et défile lors de la Soweto Fashion Week, où elle signe un nouveau contrat avec Ruutos Hair. En raison de son niveau d'éducation formelle limité et de ses connaissances minimales en anglais (elle parle couramment le yoruba), elle se voit offrir une bourse par le groupe Sujimoto pour fréquenter une école de bonnes manières. Sujimoto fournit également fourni à Olajumoke Orisaguna un logement pour cinq ans dans un appartement entièrement meublé à Surulere, et ses enfants bénéficient d'une prise en charge de leurs frais de scolarité jusqu'au niveau universitaire, ce qui contribue à assurer leur avenir,. Bien consciente désormais de l'importance des réseaux sociaux, elle ouvre aussi un compte Instagram.